# یووانا یاکشیچ
یووانا یاکشیچ (سیریلیک صربی: Јована Јакшић؛ زادهٔ ۳۰ سپتامبر ۱۹۹۳) یک تنیس‌باز اهل صربستان است. 